# 东兰路站
东兰路站（前称平南路站），位于上海闵行区梅陇镇东兰路万源路，为上海轨道交通12号线的地下车站，于2015年12月19日启用。

## 站台配置

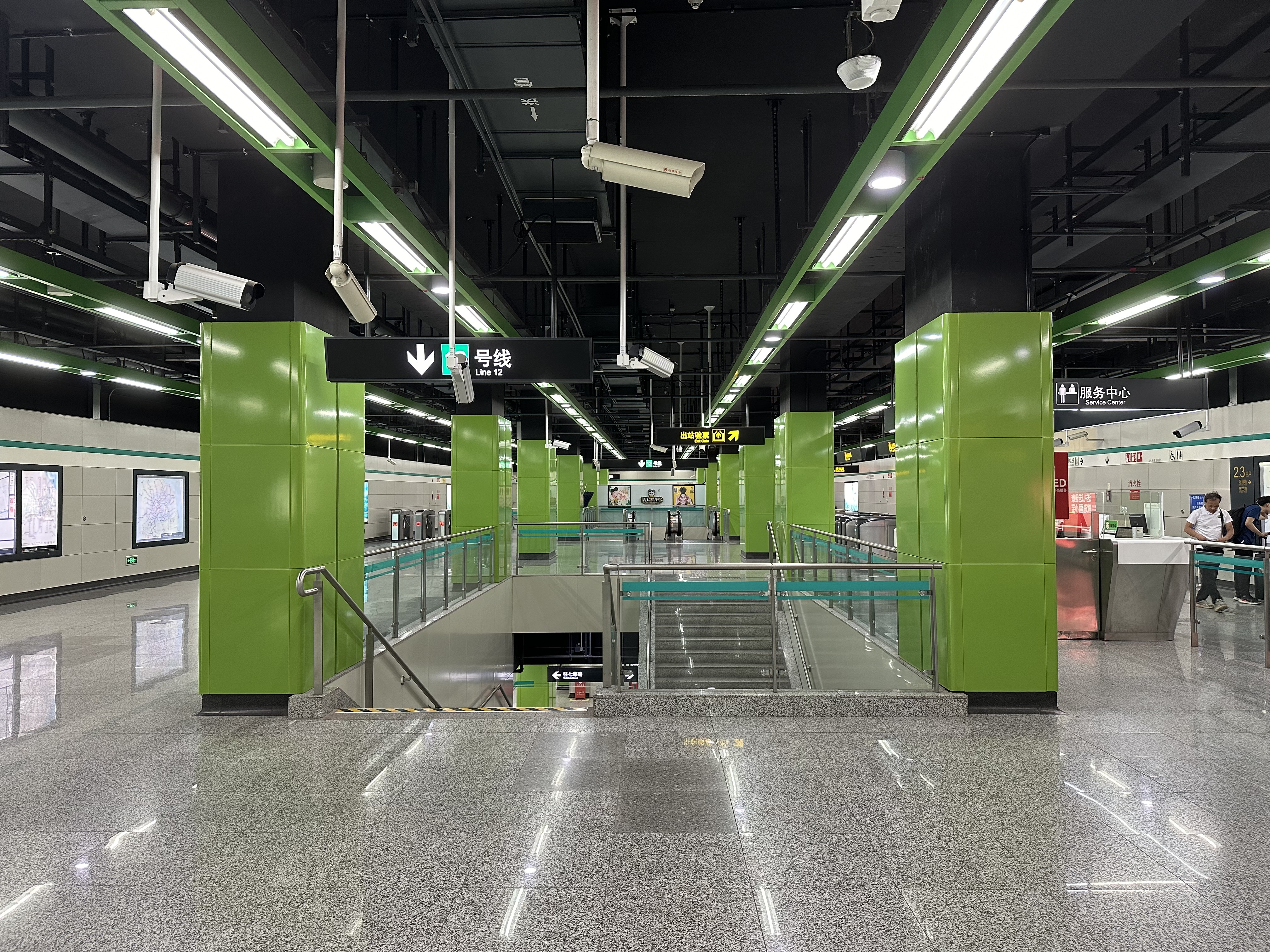
站厅

### 车站楼层
| 地面层   | 出入口             | 1-4出入口                        |  |  |
| 地下一层 | 站厅               | 票务服务、自动售票机、人工服务台 |  |  |
| 地下二层 | ①站台              | █ 12号线 往七莘路（顾戴路）      |  |  |
|          | 岛式站台，左侧开门 |                                  |  |  |
|          | ②站台              | █ 12号线 往金海路（虹梅路）      |  |  |

## 車站出口
东兰路站共设4个出入口，各出入口如下所示：
| 出口编号            | 出口指示       | 照片 |
| ------------------- | -------------- | ---- |
| 1 · 出口            | 万源路，漕宝路 |      |
| 2 · 出口            | 万源路，东兰路 |      |
| 3 · 出口 · （设有） | 万源路，东兰路 |      |
| 4 · 出口            | 万源路，漕宝路 |      |
| 图例： 设有         |                |      |